# 코다구 콕스 문자

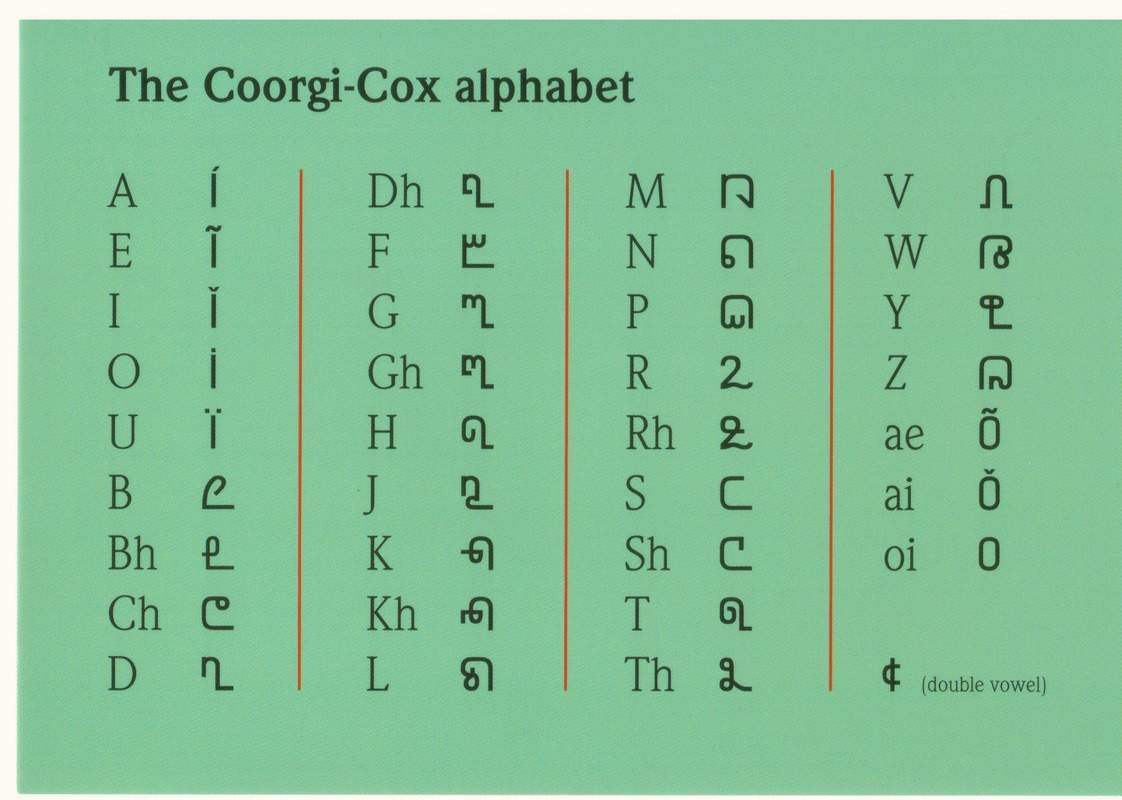
코다구 콕스 문자

코다구 콕스 문자(Coorgi-Cox alphabet,Kodagu-Cox alphabet)는 인도 남부 카르나타카 주에 속하는 행정구역인 코다구(Kodagu)에서 쓰이는 언어학자 Gregg M. Cox가 만든 인공 문자이다. Kodagu는 토착명,Coorg는
영어화된 철자이다. 코다구의 토착언어인 코다바어
의 표기에 쓰인다. 코다구 콕스 문자는 자음자 26과 모음자 다섯, 이중모음 표기 글자를 갖춘 알파벳이다. 대문자는 없으며 컴퓨터에서 사용하고자 폰트도 만들어졌다.
코다구 콕스 문자는 독자 문자를 갖고 싶어했던 지역민들의 바람으로 만들어졌다. 코다바어는 보통 카르나타카 주 주공용어인 칸나다어를 표기하는 칸나다 문자나 이웃한 케르나타카 주의 말라얄람어를 표기하는 말라얄람 문자로 쓰이는데, 코다바어 화자들 가운데 일부는 다른 언어와 확연히 구별되는 고유 문자를 가지고 싶어했으며, 코다바어 사용자들의 단결을 꾀하고자 했다.코다구 콕스 문자의 홍보를 위해 CD 만장과 25,000장의 우편엽서가 2005년 3월,4월 무렵에 발송되었다. 이 문자를 이용한 숙어집과 사전도 계획되어 있다.